# Daniel 7
Daniel 7 este al șaptelea capitol al Cărții lui Daniel din Vechiul Testament.

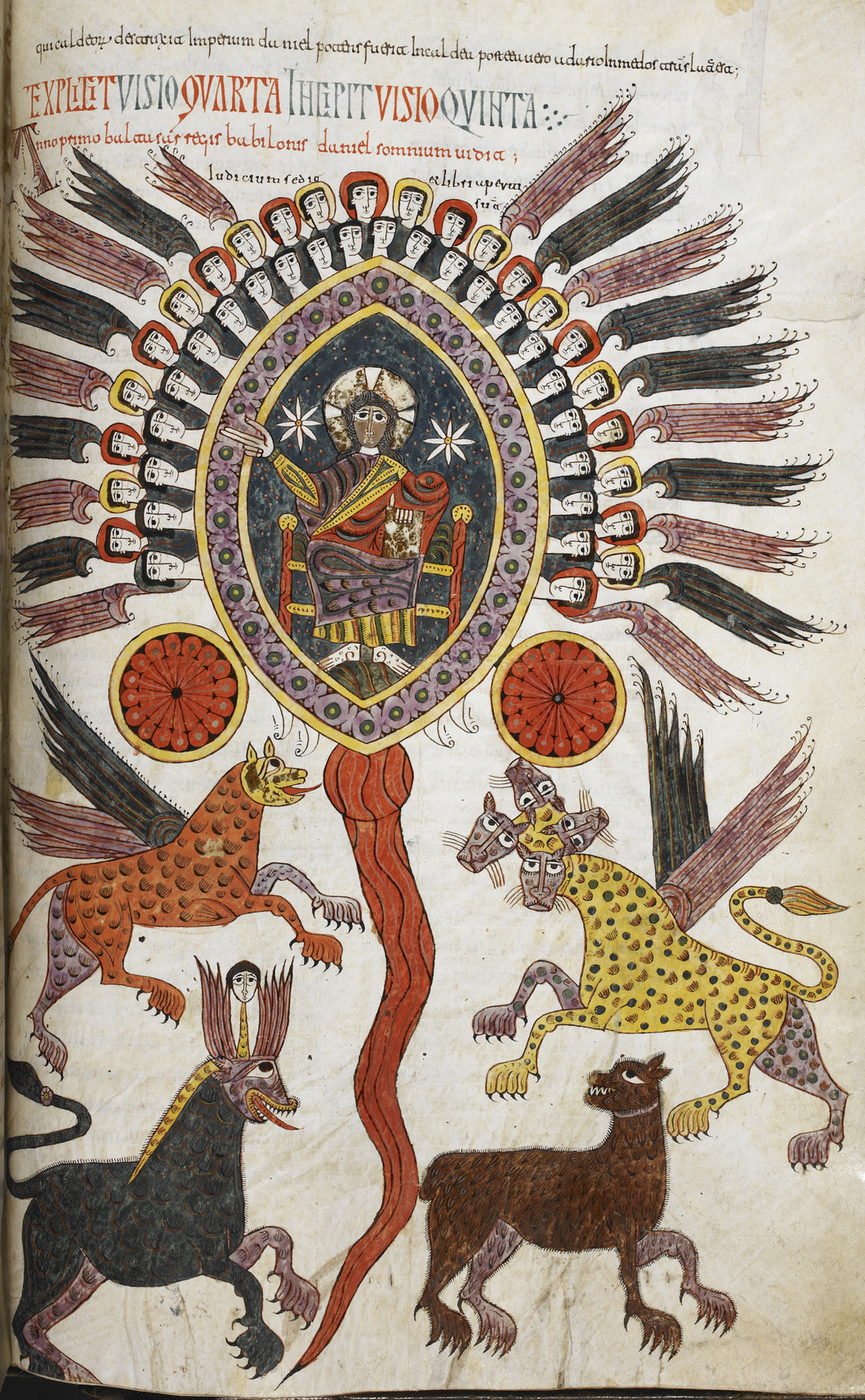
Cele patru fiare și Bătrânul de Zile, în Apocalipsa Silos

În capitolul 7, Daniel are o viziune cu patru fiare care se ridică din mare și i se spune că ele reprezintă patru regate:
1. O fiară ca un leu cu aripi de vultur (v. 4).
2. O fiară ca un urs, într-o rână, cu trei coaste în gură, între dinți (v. 5).
3. O fiară ca un leopard cu patru aripi de păsări și patru capete (v. 6).
4. O a patra fiară, nespus de grozav de înspăimântătoare și de puternică; cu dinți mari de fier și zece coarne (v. 7–8).

Aceasta este explicată ca un al patrulea regat, diferit de toate celelalte regate; ea „va mistui tot pământul, îl va călca în picioare și îl va zdrobi” (v. 23). Cele zece coarne sunt zece regi care vor veni din această împărăție (v. 24). Un alt corn („cornul mic”) apare apoi și smulge trei dintre coarnele anterioare: acesta este explicat ca un viitor rege.
Aceste regate apar și în capitolul 2, în care Nabucodonosor visează o statuie făcută din patru materiale diferite, identificate ca fiind patru regate.